# 6173 Джимвестфол
6173 Джимвестфол (6173 Jimwestphal) — астероїд головного поясу, відкритий 9 січня 1983 року.
Тіссеранів параметр щодо Юпітера — 3,403.